# Antongona
Antongona is een archeologische vindplaats van een voormalig versterkt dorp, gelegen in het gebied Imamo in Madagaskar. Het ligt ongeveer 36 kilometer ten westen van Antananarivo en 6 kilometer ten noorden van Imerintsiatosika.
De archeologische vindplaats bestaat uit twee locaties gelegen op natuurlijke rotsformaties van graniet. Deze liggen ongeveer 300 meter van elkaar verwijderd. De vindplaatsen dateren uit de 16e tot 18e eeuw. Bij de natuurlijke rotsformaties bevinden zich stenen muren en portalen. De eerste locatie ligt op 1515 meter hoogte, waar zich ook loopgraven bevinden. Via een pad langs de rotsen kom je boven, waar zich drie houten huizen bevinden. Vanaf hier heb je een uitzicht op het omliggende landschap. De tweede locatie bevindt zich op 1406 meter hoogte. Daar bevinden zich stenen muren, portalen, steunwanden, en 17e- en 18e-eeuwse graftombes. De vindplaats staat sinds 1997 op de voorlopige lijst van Werelderfgoed van Unesco.